# آگوتی ارینوکو
آگوتی ارینوکو (نام علمی: Dasyprocta guamara) نام یک گونه از سرده آگوتی است.